# Unionsräte von Bangladesch
Unionsräte oder Unionsgemeinden, auch ländliche Räte oder Unionen (bengalisch ইউনিয়ন পরিষদ; englisch Union councils, Unions oder anglisiert Union Parishads, von bengalisch পরিষদ, pariṣada, „Rat“), sind die kleinsten ländlichen Verwaltungs- und Kommunalverwaltungseinheiten in Bangladesch. Jede Union besteht aus neun Gemeindebezirken (wards). Normalerweise wird ein Dorf als Gemeinde ausgewiesen. In Bangladesch gibt es 4.562 Unionsräte. Ein Unionsrat besteht aus einem Vorsitzenden und zwölf Mitgliedern, von denen mindestens drei Frauen sein müssen. Union Parishads werden gemäß dem Local Government (Union Parishads) Act von 2009 gebildet. Die Grenzen jeder Union werden vom stellvertretenden Kommissar des Distrikts abgegrenzt. Ein Unionsrat ist das Gremium, das in erster Linie für die Entwicklung der Landwirtschaft, der Industrie und der Gemeinschaft innerhalb der örtlichen Grenzen der Union zuständig ist.

## Geschichte
Der Begriff Unionsrat geht auf die britische Gesetzgebung von 1870 mit dem Titel Village Chowkidari Act zurück, mit der Gewerkschafts-Panchayets für die Erhebung von Steuern zur Aufrechterhaltung von Chowkidars (Dorfpolizei) in Bengalen eingeführt wurden. Später wurde die ländliche Schicht der lokalen Regierung als Gewerkschaftsräte bekannt. Nach der Unabhängigkeit im Jahr 1971 wurde der Name des Unionsrates in Union Panchayet geändert und ein Administrator ernannt, der die Angelegenheiten des Panchayet regelt. 1973 kehrte der Name der Gewerkschaft Panchayat in Gewerkschaftsgemeinde zurück. Eine bedeutendere Änderung wurde 1976 durch die Kommunalverordnung bewirkt, die eine Gewerkschaftsgemeinde vorsah, die sich aus einem gewählten Vorsitzenden und neun gewählten Mitgliedern, zwei nominierten weiblichen Mitgliedern und zwei bäuerlichen Vertretern zusammensetzte.  Eine wesentliche Änderung wurde durch die Einführung der Verordnung über die Kommunalverwaltung (Union Parishad) im Jahr 1983 eingeleitet. Nach dieser Verordnung hat jeder Unionsrat einen Vorsitzenden, neun Generalmitglieder und drei weibliche Mitglieder. Das derzeitige Gesetz über die Unionsräte, d. H. Das Gesetz über die Kommunalverwaltung (Union Parishads) von 2009, trat am 15. Oktober 2009 in Kraft.

## Wahl
Es gibt neun Allgemein-Mitglieder und drei weibliche Mitglieder. Der Vorsitzende und die Mitglieder werden alle fünf Jahre durch Direktwahl auf der Grundlage des Wahlrechts für Erwachsene gewählt. Drei reservierte weibliche Mitglieder, eines für jeweils drei Bezirke, werden ebenfalls durch Direktwahlen gewählt. Der Vorsitzende und die Mitgliedskandidaten müssen bangladeschische Staatsbürger sein, deren Namen im Wählerverzeichnis der jeweiligen Union oder Gemeinde aufgeführt sind. Die allgemeinen Wahlen der Unionsräte werden von der Wahlkommission von Bangladesch durchgeführt. Mehrheitsmitglieder eines Unionsrates können dem Upazila Nirbahi Officer einen Misstrauensantrag gegen ein Mitglied oder einen Vorsitzenden stellen.

## Befugnisse und Funktionen
Jede Union Parishad ist eine Körperschaft mit ständiger Nachfolge und einem gemeinsamen Siegel, die befugt ist, Eigentum zu erwerben und zu halten. Zu den Funktionen, mit denen die Union Parishads gesetzlich betraut sind, gehören:
- Aufrechterhaltung von Recht und Ordnung und Unterstützung der Verwaltung zu diesem Zweck.
- Annahme und Umsetzung von Entwicklungsprogrammen in den Bereichen lokale Wirtschaft und Gesellschaft.
- Durchführung von Verwaltungs- und Einrichtungsfunktionen.
- Bereitstellung öffentlicher Wohlfahrtsdienste.

### Gemeindeversammlungen
Bürgercharta
Jeder Unionsrat muss eine Bürgercharta veröffentlichen, in der alle von ihm erbrachten Dienstleistungen beschrieben sind. Die Charta enthält Beschreibung, Zeitpunkt, Preise, Verfahren und die Bedingungen für die Dienstleistungen. Die Abhilfemaßnahmen bei Nichteinhaltung der Charta durch den Rat oder eine Einzelperson werden auch in der Charta selbst erwähnt.
Prozess gegen Straftaten
Der Vorsitzende ist befugt, Gerichtsverfahren durchzuführen und bestimmte geringfügige Verbrechen zu bestrafen. Zu diesen Verbrechen gehören die Umgehung von Steuern oder Geldbußen der Union, umweltschädliche Umwelt, Behinderung des öffentlichen Durchgangs, Nichtquarantäne, Prostitutionsgeschäfte usw.

## Finanzierung
Jede Union Parishad hat einen Fonds, der als Union Fund bekannt ist und besteht aus:
- Steuern, Steuersätze, Gebühren und andere Abgaben, die von der Union Parishad gemäß dem Local Government (Union Parishads) Act 2009 erhoben werden;
- Mieten und Gewinne, die aus eigenem Eigentum an die Union Parishad zu zahlen sind oder anfallen;
- Geld, das die Union Parishad bei der Wahrnehmung ihrer Aufgaben erhalten hat;
- Geld, das von Einzelpersonen oder Institutionen oder von einer örtlichen Behörde beigesteuert wird;
- Einnahmen aus den Trusts, die unter der Leitung der Union Parishad stehen;
- Zuschüsse der Regierung und anderer Behörden;
- Gewinne aus Investitionen; und
- Einnahmen aus anderen von der Regierung geleiteten Quellen.

Der Vorsitzende und die Mitglieder arbeiten Vollzeit und erhalten von der Regierung ein Honorar.